# EMドライブ

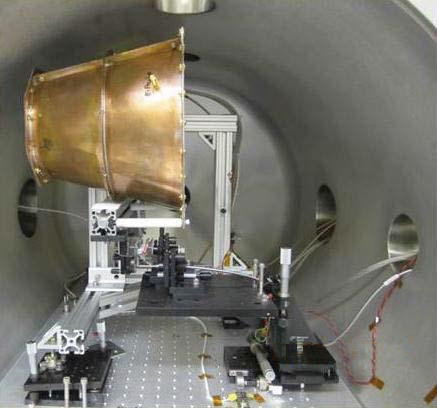
EMドライブの実験装置

EMドライブ（英: EM-drive、electromagnetic drive）は、イギリスの航空宇宙技術者のロジャー・ショーヤー (Roger Shawyer) が考案した宇宙機の推進方法。ロケットエンジンなどの既存の推進機関とは異なり、推進剤なしで推力を生み出すとされた。EMドライブは、サテライト・プロパルジョン・リサーチ社により2001年に発表された。Radio frequency resonant cavity thruster（無線周波数共振空洞推進器）とも。しかし後の追試の結果、EMドライブの推力とされたものは外部の力を誤検出したものであったと結論されている。

## 概要
EMドライブは、マイクロ波を円錐形の鏡の密閉容器内で反射させるという機構からなるシステムである。EMドライブの原理では、既存のロケットエンジンやイオンエンジンが推進剤を噴射する反作用で加速するのとは異なり、推進剤を用いず推進力が得られるとされていた。これは、太陽電池などで電力を確保できれば、半永久的に加速が続けられることを意味しており、実現するのであれば画期的な推進機関になると考えられた。
一方で、外部とのやり取りをせずに推進力を得られるという主張に対しては、当初から運動量保存の法則に反しているとの激しい批判も寄せられていた。永久機関や異星人の宇宙船、反重力装置などの疑似科学の一種だとする科学者も多く、英国政府の援助も早期に打ち切りとなっていた。
2016年、推力発生のメカニズムにウンルー効果が関わっているのでないかという仮説が提案された。ただし、この仮説は光子が質量を持ち、真空中の光速が変化するとする仮定に立脚しているため、主流科学とは大きく乖離していた。
複数の研究機関が追試を試み、推力が観測されたと報告されたこともあったが、最終的にドイツのドレスデン工科大学での追試により、EMドライブの推力とされたものは外部の力を誤検知したものだったことが確認され、終焉を迎えた。

## 検証実験
EMドライブの追試は、複数の研究機関により試みられた。

### 中国での追試
中国の西北工業大学の研究チームは2010年、2.5 kW の電力を使用したシステムで720 mN の推力を生み出すことに成功したと発表した。
2016年12月、Yue Chenは、中国科技日報の記者に、チームが同地で5年間の資金調達を受けEMドライブを軌道上でテストを行っていたと語った。Chenは、プロトタイプの推力は「マイクロニュートン〜ミリニュートン」のレベルであり、決定的な実験結果を得るために少なくとも100-1000mNまでスケールアップしなければならないと指摘した。それにもかかわらず、彼の目標はドライブの検証を完遂し、その技術を「できるだけ早く」衛星技術の分野で利用できるようにすることだと述べた。

### 米国での追試
2014年、アメリカ航空宇宙局 (NASA) のイーグルワークス・チームは、西北工業大学と同様のエンジンで実験を行った結果、中国チームによる報告の一万分の一以下ではあるが、30〜50 μNの推力が発生したことを発表した。2015年には、真空チェンバー内でも推力が発生したことが報道されている。2016年11月改めてNASAが発表した報告によると1.2±0.1mN/kWの推力を生じるとされている。
2016年11月、International Business Timesは、米国政府がボーイングX-37BのEMドライブ版をテストしていると報道した。

### ドイツでの追試
一方で、2018年5月に発表されたドイツのドレスデン工科大学による追試結果では、同じくEMドライブから4 µNの推力が観測されたものの、EMドライブの向きを90度変えても、またEMドライブを稼働させず実験装置のみを起動させた状態でも同じ推力が観測されてしまったことが報告されている。研究チームはこの結果について、EMドライブの推力とされてきたものは、地球の磁場と電源ケーブルの電磁相互作用によって生じた力ではないかと分析している。
ドレスデン工科大学ではその後も研究が続けられ、2021年にはエンジンの熱による装置の歪みでNASAの追試で発生した推力も再現できたことと、そして観測装置の改善によりその推力が発生しなくなったことを発表した。